# Powtórka z morderstwa
Powtórka z morderstwa – powieść obyczajowa i kryminalna Moniki Szwai z roku 2006.

## Opis fabuły
Jest to kolejna powieść Moniki Szwai, której akcja toczy się w środowisku pracowników szczecińskiej telewizji. Podczas przygotowań do realizacji programu telewizyjnego w studiu zostają znalezione zwłoki dyrektorki ośrodka telewizji – Eweliny Proszkowskiej, nielubianej przez większość jej podwładnych. Okazuje się, że została ona zamordowana, ściślej biorąc, uduszona szalem. Śledztwo w tej sprawie prowadzi komisarz Tomasz Ogiński.
W powieści pojawiają się postacie znane z innych utworów Szwai – Wiktoria Wojtyńska (dawniej Sokołowska, Zapiski stanu poważnego, Artystka wędrowna) oraz Eulalia Wiązowska (dawniej Manowska, Romans na receptę), jednak na pierwszy plan wysuwa się Ilona Dymek, która została scharakteryzowana w powieści Dom na klifie jako mająca problemy małżeńskie Ilona Kopeć. W Powtórce z morderstwa jest już rozwiedziona (mąż Jaromir Kopeć zostawił ją dla innej) i powróciła do panieńskiego nazwiska. Przez telewizyjnych kolegów nazywana jest Ilonką Karambol, z uwagi na to, że uwielbia tematy motoryzacyjne i często realizuje programy związane z tymi zagadnieniami. Ponadto świetnie zna się z policjantami z "drogówki", ponieważ nierzadko zdaje relacje z wypadków drogowych. Poza tym jest to osoba o ogromnym temperamencie i zdecydowanym charakterze.
Opuszczona przez męża, mieszkająca z pieskiem rasy mops o imieniu Gizmo, Ilona popada w nie najlepsze nastroje. Pies również przeżywa rozstanie ze swoim panem, przez co sprawia właścicielce kłopoty. W zabójstwie znienawidzonej dyrektor Proszkowskiej Ilona widzi dla siebie pewną szansę – zawsze marzyła o zajmowaniu się sprawami kryminalnymi, teraz dostrzega możliwość poprowadzenia prywatnego śledztwa. Ponadto przystojny oficer prowadzący dochodzenie w tej sprawie bardzo jej się spodobał. Mimo obiektywnych przeszkód Ilonie udaje się nawiązać z komisarzem Ogińskim bardziej prywatne kontakty. Wkrótce Tomasz przekonuje się, że pani redaktor nie jest mu obojętna. Tymczasem sprawa zabójstwa okazuje się skomplikowana, a co za tym idzie – niełatwa do rozwiązania.